# Stefano Pascucci
Stefano Pascucci (Cervia, 1º dicembre 1962) è un allenatore di pallavolo ed ex pallavolista italiano, dal maggio 2006 tecnico della Foris Index Conselice.

## Carriera

### Pallavolista

#### Robur Ravenna
Dal 1983 al 1989, Pascucci milita nella Robur di Ravenna, in serie A1.

#### Messaggero Ravenna
Nel 1990, il Gruppo Ferruzzi acquista la Robur, che assume ora il nome di Messaggero Ravenna. Pascucci farà parte di questa squadra solo nella stagione 1990-1991, riuscendo però a conquistare uno scudetto e una Coppa Italia.

#### Altre squadre
Dalla stagione 1991-1992 fino al momento del ritiro, Pascucci vivrà altre due brevi esperienze con le squadre di Padova e Forlì.

### Allenatore

#### Robur Ravenna
Esordisce come allenatore della Robur Ravenna nella stagione 2004-2005, vincendo subito il campionato di serie C. L'anno seguente conduce la formazione ravennate a un passo dai play-off della serie B2.

#### Foris Index Conselice
A maggio 2006 viene ingaggiato dalla Foris Index Conselice, squadra che milita in serie B2. Pascucci guida i Conselicesi fino ai play-off, nei quali sconfiggono l'Alisea Capacitas San Donà, conquistando così la promozione in B1.

## Palmarès

### Pallavolista
- 1 scudetto: 1991
- 1 Coppa Italia: 1991

### Allenatore
- 1 promozione in serie B1: 2007